# Liste der Nummer-eins-Hits in Deutschland (1977)
Diese Liste enthält alle Nummer-eins-Hits in Deutschland im Jahr 1977. Es gab in diesem Jahr 13 Nummer-eins-Singles und acht Nummer-eins-Alben.
In diesem Jahr gab es keine deutschsprachigen Spitzenreiter in den Singlecharts. Mit ABBA, Smokie, Baccara und Boney M. hatten vier Gruppen mehrere Nummer-eins-Hits in einem kalendarischen Jahr. Lediglich 1968 gab es diese Konstellation schon einmal.
Die am 29. August 1977 edierten Singlecharts Listen sind die ersten der Firma Media Control.
| Singles | Alben |
| --- | --- |
| - ABBA: Money, Money, Money - 5 Wochen (20. Dezember 1976 – 23. Januar 1977) - Boney M.: Sunny - 2 Wochen (24. Januar – 6. Februar) - Smokie: Living Next Door to Alice - 9 Wochen (7. Februar – 10. April) - ABBA: Knowing Me, Knowing You - 2 Wochen (11. April – 24. April) - Smokie: Lay Back in the Arms of Someone - 1 Woche (25. April – 1. Mai, insgesamt 5 Wochen) - Jeanette: Porque te vas - 1 Woche (2. Mai – 8. Mai) - Smokie: Lay Back in the Arms of Someone - 3 Wochen (9. Mai – 29. Mai, insgesamt 5 Wochen) - Oliver Onions: Orzowei - 1 Woche (30. Mai – 5. Juni) - Smokie: Lay Back in the Arms of Someone - 1 Woche (6. Juni – 12. Juni, insgesamt 5 Wochen) - Boney M.: Ma Baker - 3 Wochen (13. Juni – 3. Juli) - Baccara: Yes Sir, I Can Boogie - 8 Wochen (4. Juli – 28. August) - Space: Magic Fly - 1 Woche (29. August – 4. September) - Baccara: Sorry, I’m a Lady - 7 Wochen (5. September – 23. Oktober) - Boney M.: Belfast - 4 Wochen (24. Oktober – 20. November) - Santa Esmeralda starring Leroy Gomez: Don’t Let Me Be Misunderstood - 8 Wochen (21. November 1977 – 15. Januar 1978) | - Neil Diamond – Beautiful Noise - ½ Monat (1. Januar – 14. Januar) - ABBA – Arrival - 3 Monate (15. Januar – 14. April, insgesamt 14 Wochen) - Pink Floyd – Animals - ½ Monat (15. April – 30. April, insgesamt 4 Wochen) - ABBA – Arrival - ½ Monat (1. Mai – 14. Mai, insgesamt 14 Wochen) - Pink Floyd – Animals - ½ Monat (15. Mai – 31. Mai, insgesamt 4 Wochen) - Smokie – Greatest Hits - 2 Monate (1. Juni – 31. Juli) - Boney M. – Love for Sale - 1½ Monate (1. August – 14. September) - Verschiedene Interpreten (K-tel) – Disco Fever - 2 Monate (15. September – 14. November) - Santa Esmeralda starring Leroy Gomez – Santa Esmeralda - 1½ Monate (15. November – 31. Dezember, insgesamt 8 Wochen; → 1978) |

## Jahressinglecharts
| Singles |
| --- |
| 1. Julie Covington – Don’t Cry for Me Argentina 2. Boney M. – Ma Baker 3. Baccara – Yes Sir, I Can Boogie 4. Smokie – Living Next Door to Alice 5. Frank Zander – Oh, Susi (der zensierte Song) 6. Oliver Onions – Orzowei 7. Jeanette – Porque te vas 8. Bonnie Tyler – Lost in France 9. ABBA – Knowing Me, Knowing You 10. Space – Magic Fly |